# ژی۲ گلوبال
ژی۲ گلوبال (انگلیسی: J2 Global) شرکت رسانه‌ای آمریکایی است، که در سال ۱۹۹۵ توسط جی مولر و جک ریلی تأسیس شد.